# Gulbukig elenia
Gulbukig elenia (Elaenia flavogaster) är en fågel i familjen tyranner inom ordningen tättingar.

## Utseende och läte
Gulbukig elenia är en rätt kraftig liten tyrann. Den liknar många andra elenior och kan ofta inte med säkerhet artbestämmas. Utmärkande är en spetsig tofs med vitt längst in på fjädrarna, ett murrigt utdraget kontaktläte, vitaktigt vingband och ljusgul buk. Olikt flera andra arter klipper den heller inte med vingar eller stjärt. 

## Utbredning och systematik
Gulbukig elenia delas in i fyra underarter med följande utbredning:
- E. f. subpagana – södra Mexiko (Oaxaca och Veracruz) till Costa Rica och ön Coiba
- E. f. pallididorsalis – Panama, på ön Cébaco och Pärlöarna
- E. f. flavogaster – Colombia till Guyana, Brasilien, Paraguay, Argentina och Trinidad
- E. f. semipagana – tropiska delen av västra Ecuador (El Oro och Loja) och nordvästra Peru (ön Puna)

## Levnadssätt
Gulbukig elenia är en rätt vanlig fågel i igenväxta gläntor, savabb och andra halvöppna områden med spridda buskage.

## Status
Arten har ett stort utbredningsområde och beståndet anses stabilt. Internationella naturvårdsunionen IUCN listar den därför som livskraftig (LC). Beståndet uppskattas till i storleksordningen fem till 50 miljoner vuxna individer.

## Namn
Elenia är en försvenskning av det vetenskapliga släktesnamnet Elaenia, som i sin tur kommer från grekiskans elaineos, "från olivolja", det vill säga olivfärgad.

## Bilder

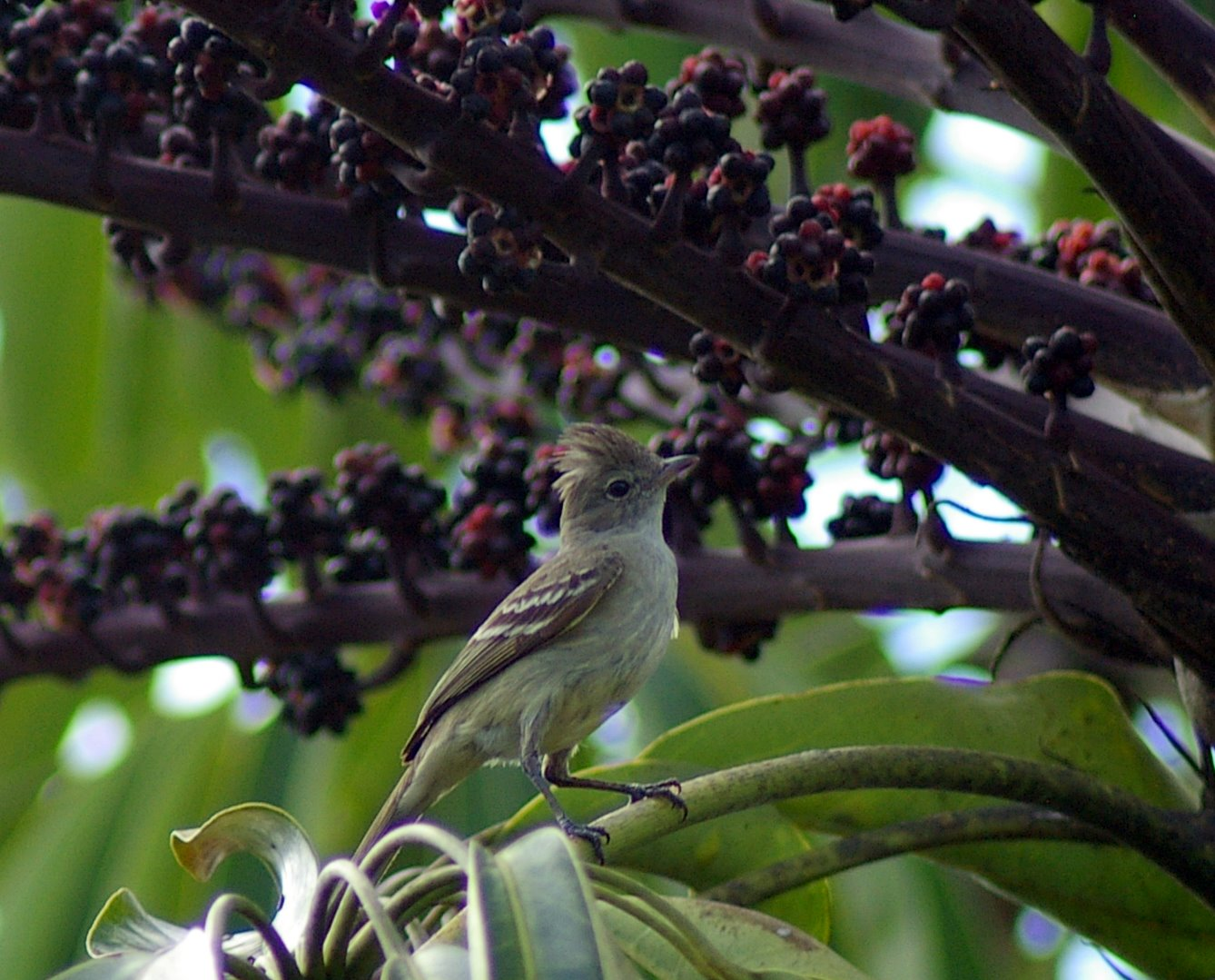
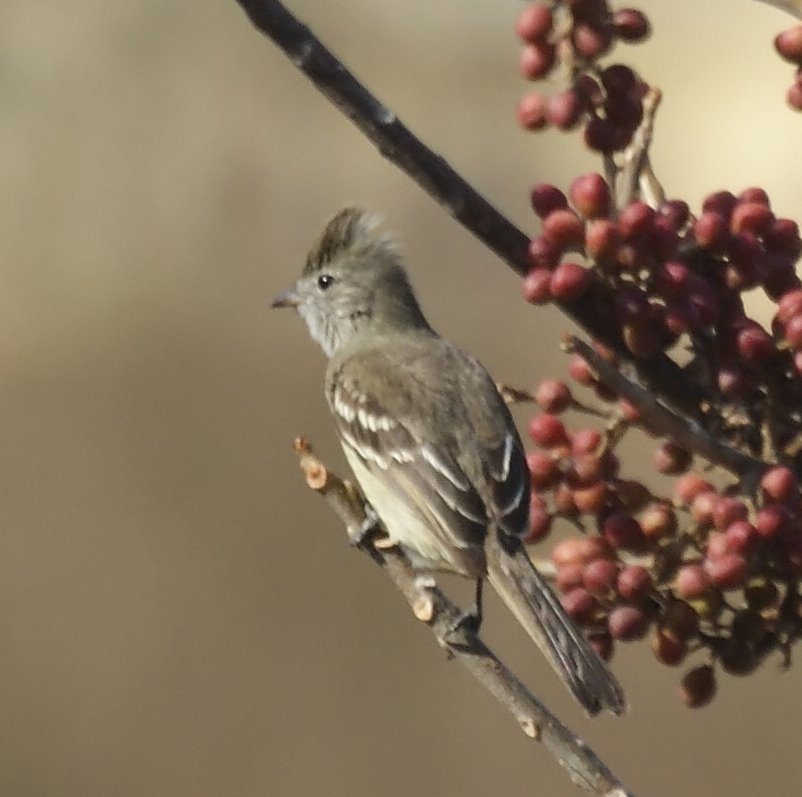
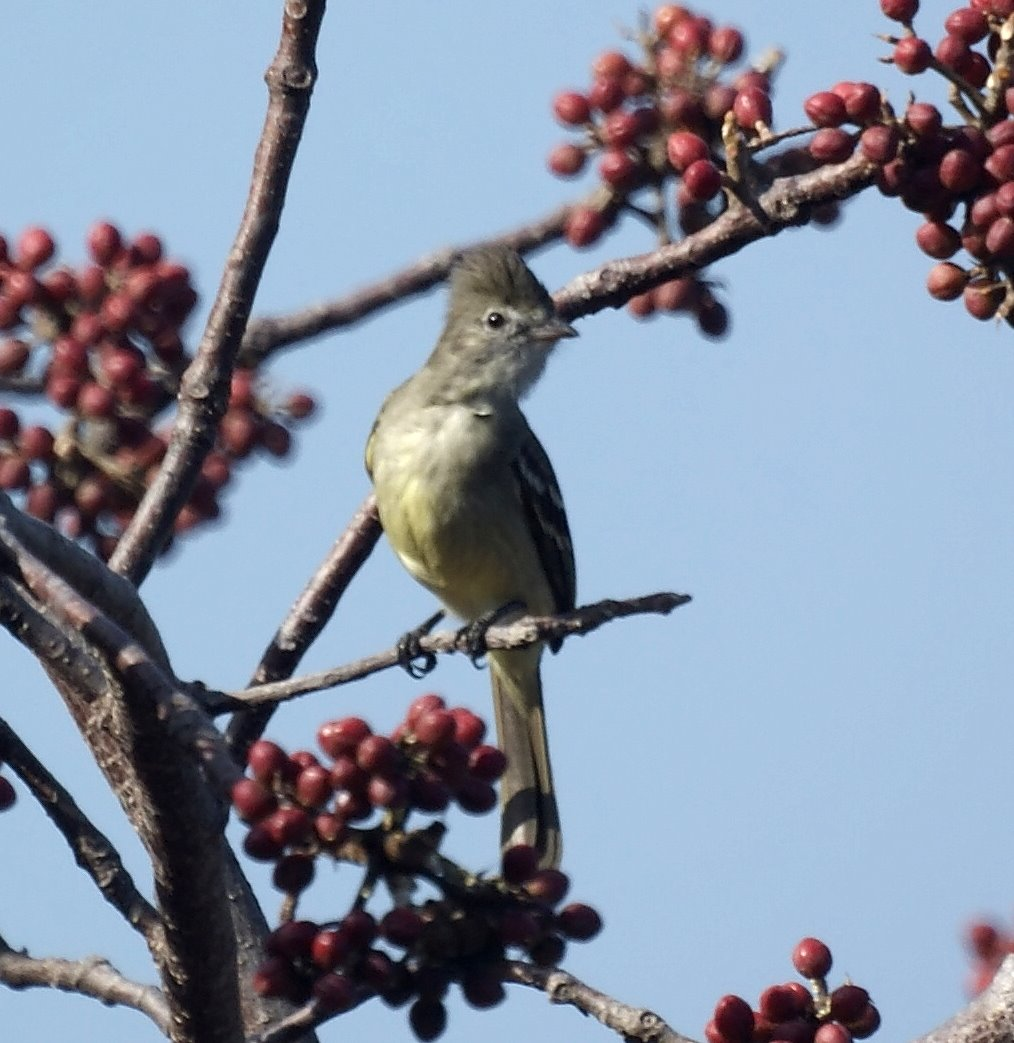
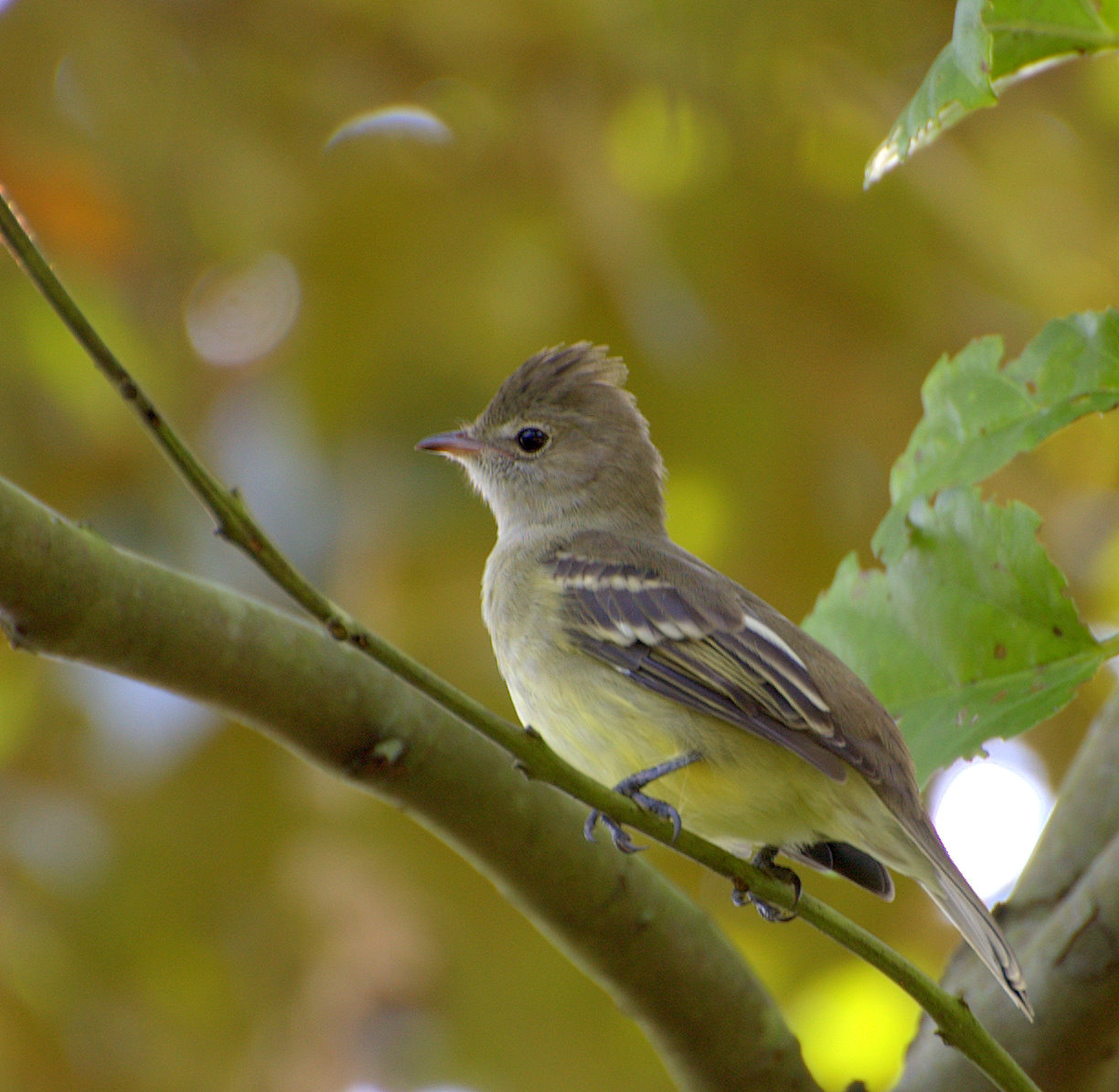
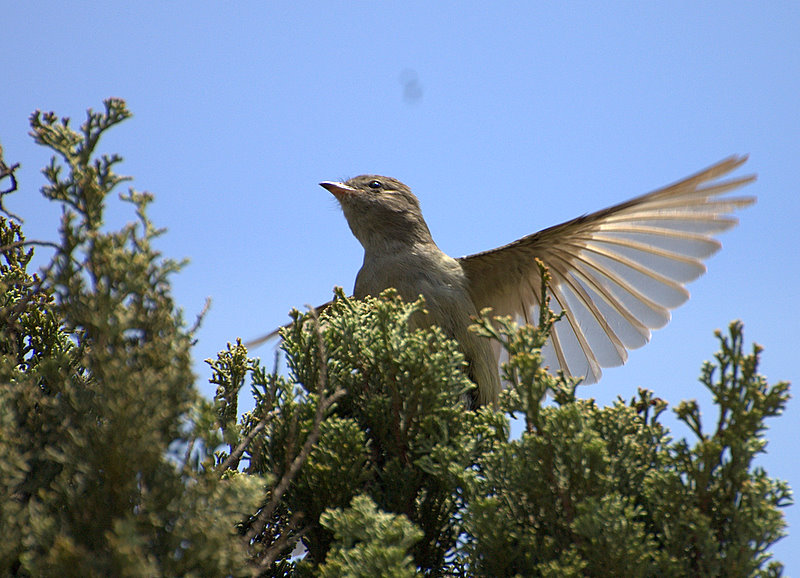